# Station Gorzuchów Kłodzki
Station Gorzuchów Kłodzki is een spoorwegstation in de Poolse plaats Gorzuchów Kłodzki.